# Sucha Góra (Wypalona Góra)
Sucha Góra lub Wypalona Góra (436 m) – szczyt na Pogórzu Rożnowskim, wznoszący się od południowej strony nad  miejscowością Piaski-Drużków. Na mapie Geoportalu opisano tak jeden z kilku wierzchołków bocznego grzbietu odbiegającego na północ od wierzchołka 440 m w grzbiecie biegnącym od Jeziora Czchowskiego przez Habalinę, Czubicę, Mogiłę, Styr Północny i Południowy, Olszową, Suchą Górę Zachodnią i Suchą Górę aż do doliny Białej na wschodzie. Jest to trzeci wierzchołek w kolejności na północ od wierzchołka 440 m. Na mapie Compasu Sucha Góra oznaczona jest jako grzbiet, co bardziej oddaje jej charakter. Kończy się opadającym do Dunajca wzniesieniem Głowaczka (406 m). 
Wschodnie stoki całego grzbietu Suchej Góry opadają do doliny dopływu Rudzianki, w zachodnim kierunku natomiast ze zboczy Suchej Góry spływa kilka niewielkich potoków, również uchodzących do Dunajca. Grzbiet i większość stoków są porośnięte lasem, ale stoki zachodnie są częściowo bezleśne, zajęte przez pola i zabudowania   miejscowości Piaski-Drużków.
Przez szczyt Suchej Góry nie prowadzi żaden szlak turystyczny, ale całym jej grzbietem, również przez wierzchołek 436 m prowadzi droga leśna mająca swój początek przy przeprawie promowej na Dunajcu w miejscowości Piaski-Drużków. Drogą tą poprowadzono znakowany szlak turystyczny, który po północnej stronie wierzchołka 436 m opuszcza grzbiet Suchej Góry i schodzi do miejscowości Ruda Kameralna. 
Szlak turystyczny
 Piaski-Drużków (prom) – Głowaczka – Ruda Kameralna – Mogiła – Styr Południowy – Olszowa – Sucha Góra Zachodnia – Sucha Góra – Polichty